# 國際雲圖

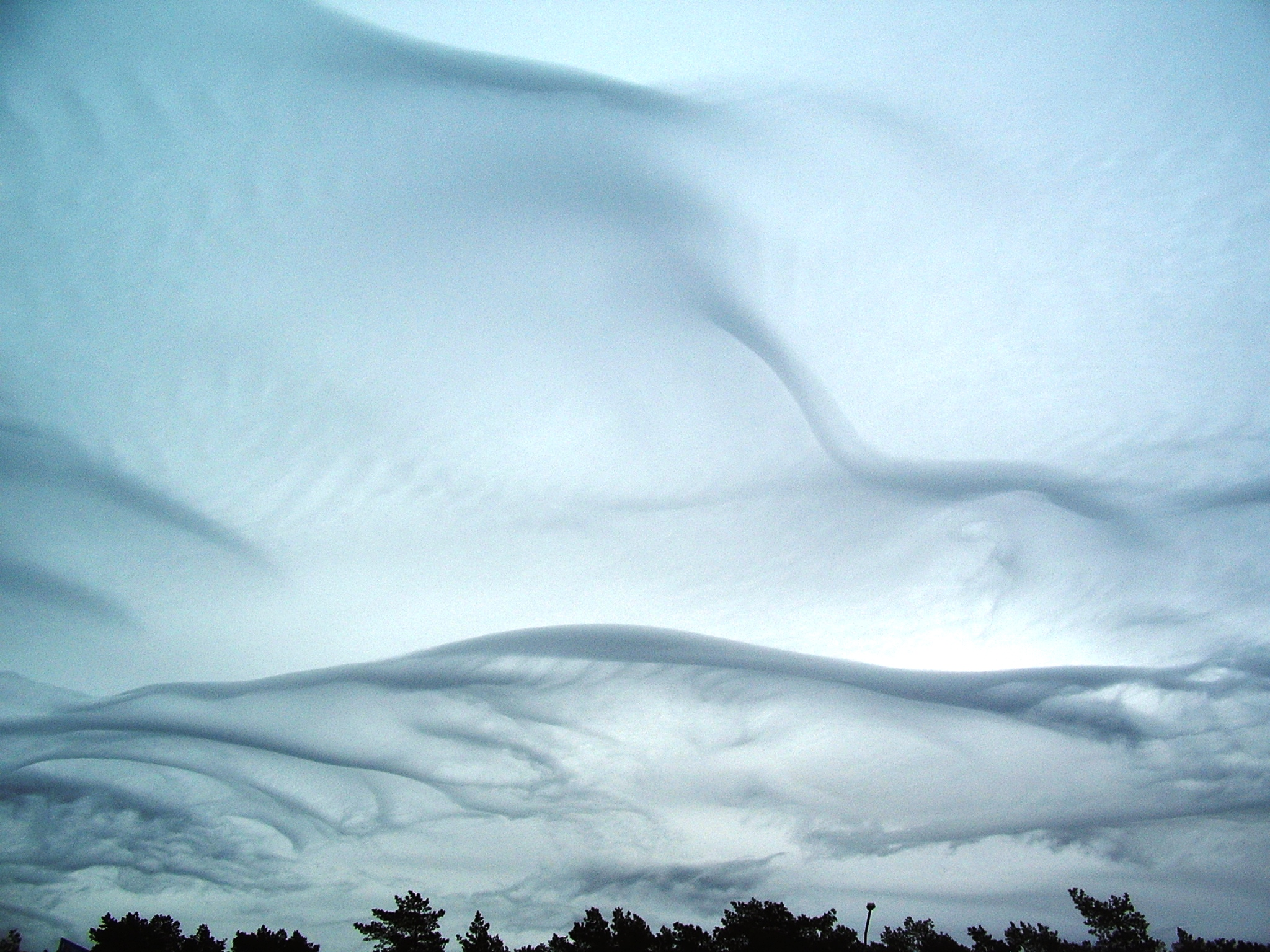
2017版《國際雲圖》中新收录的云种糙面雲（Asperitas）

《國際雲圖》（International Cloud Atlas）是一部汇集各雲種和雲的气象学参考书。最早出版于1896年，最后一次修订于2017年。